# Rebirth (album Angry)
Rebirth – czwarty studyjny album brazylijskiej grupy power metalowej Angra i pierwszy nagrany w nowym składzie grupy.

## Lista utworów
1. In Excelsis (Loureiro) – 01:03
2. Nova Era (Falaschi, Loureiro) – 04:52
3. Millennium Sun (Loureiro, Bittencourt) – 05:11
4. Acid Rain (Bittencourt) – 06:08
5. Heroes of Sand (Falaschi) – 04:39
6. Unholy Wars (Loureiro, Bittencourt) – 08:14
  - I. Imperial Crown
  - II. The Forgiven Return
7. Rebirth (Bittencourt, Loureiro) – 05:18
8. Judgement Day (Loureiro, Falaschi, Priester) – 05:40
9. Running Alone (Bittencourt) – 07:14
10. Visions Prelude (adaptacja opusu 28 Fryderyka Chopina w c-moll) (Loureiro) – 04:32

### Bonus w edycji japońskiej
- Bleeding Heart (Falaschi) – 04:12

## Twórcy
- Eduardo Falaschi - śpiew
- Kiko Loureiro - gitara
- Rafael Bittencourt - gitara
- Felipe Andreoli - gitara basowa
- Aquiles Priester - perkusja

## Listy sprzedaży
| Lista   | Kraj    | Pozycja |
| ------- | ------- | ------- |
| Top 200 | Francja | 74      |